# From a Window
From a Window (englisch für: Aus einem Fenster) ist ein Lied der britischen Musikgruppe Billy J. Kramer & the Dakotas, das 1964 als ihre fünfte Single A-Seite veröffentlicht wurde. Komponiert wurde es von Paul McCartney und John Lennon und unter der Autorenangabe Lennon/McCartney veröffentlicht.

## Hintergrund

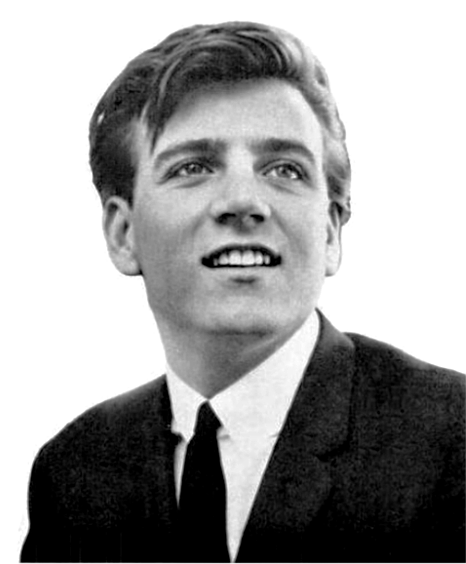
Billy J. Kramer, 1965

From a Window wurde hauptsächlich von Paul McCartney für Billy J. Kramer geschrieben, einen Sänger, der ebenfalls von Brian Epstein gemanagt wurde und bei Parlophone unter Vertrag stand. Die Beatles nahmen das Lied selber nicht auf. Es sollte die letzte Lennon/McCartney-Komposition sein, die für Billy J. Kramer komponiert wurde.
Paul McCartney sagte zum Lied: „Wir setzten uns bei der Probe hin und nahmen uns irgendwo ein paar Stunden und kritzelten mit nur einem Stift und ein bisschen Papier die Texte auf.“
Das Lied wurde am 29. Mai 1964 in den Abbey Road Studios unter der Produktionsleitung  von George Martin  aufgenommen. John Lennon und Paul McCartney waren bei den Aufnahmen anwesend. McCartney steuerte am Ende des Liedes auch den Harmoniegesang bei.
From a Window wurde am 17. Juli 1964 als Single in Großbritannien veröffentlicht. Die B-Seite ist Second to None. In den USA wurde als B-Seite I’ll Be on My Way verwendet, es ist eine weitere Lennon/McCartney-Kompositionen, die die Beatles ebenfalls nicht verwendeten, sondern lediglich für die BBC aufnahmen. Die Single erreichte den zehnten Platz in den britischen Singles-Charts, dort war es der letzte Top-Ten-Hit von Billy J. Kramer & the Dakotas. In den USA erreichte die Single den Platz 23 der dortigen Charts, es sollte deren letzter Top-40-Hit sein.
In 1963 hatte Billy J. Kramer noch drei weitere Hits mit Lennon/McCartney-Kompositionen: Do You Want to Know a Secret, ein Lied vom Beatles-Album Please Please Me  sowie Bad to Me und I’ll Keep You Satisfied   zwei Lieder, die die Beatles selber nicht aufnahmen.
Chad & Jeremy nahmen From a Window im Dezember 1964 in New York auf, das von Jimmie Haskell produziert wurde. Das Lied wurde im Februar 1965 auf dem Album Chad & Jeremy Sing For You und im Juni als Single veröffentlicht. Die Single erreichte Platz 97 in den US-Charts.

## Weitere Coverversionen
- Bas Muys – Lennon & McCartney Songs (Never Issued)[6]
- The Beatnix – It's Four You[7]
- Apple Jam – Off The Beatle Track[8]